# 장교 (당)
장교(張喬, 생몰년 미상)는 중국 당(唐) 말기의 시인이다. 자는 백천(伯遷). 지주(池州) 추포현(秋浦県) 출신이다.

## 약력
의종(懿宗) 함통(咸通) 말년(870년경) 진사(進士) 수험 자격을 얻어 시험에 급제하였으나, 황소의 난을 피해 고향 근처의 구화산(九華山)으로 숨어 그곳에서 생을 마쳤다.
당시 허당(许棠), 유탄지(喻坦之), 극연(剧燕), 오한(吴罕), 임도(任涛), 주요(周繇), 장빈(张蠙), 정곡(郑谷), 이서원(李栖远) 등 12인과 함께 함통 십철(咸通十哲)이라 불렸다. 이 가운데 장교는 허당, 장빈, 주요와 함께 구화산 일대를 고향으로 했기 때문에 이들을 따로 구화사준(九華四俊)이라 부르기도 했다고 한다.
신라 출신으로 당의 관인을 지냈던 최치원이 화장진사교촌거병중견기(和張進士喬村居病中見寄)라는 제목으로 최치원이 장교에게 화답한 시가 《동문선》 권12에 실려 있으며, 《전당시》에는 장교가 당시 신라에서 당에 왔다가 귀국하는 사신, 승려에게 지어준 전별시 6수가 실려 있다.

## 시인으로써의 장교
| 변방 장수의 연회(宴邊將) | 변방 장수의 연회(宴邊將)                      |
| ------------------------ | --------------------------------------------- |
| 一曲梁州金石清           | 한 곡의 양주(梁州)에 쇠와 돌을 맑게 하고      |
| 辺風蕭颯動江城           | 변방의 바람은 쓸쓸히 불어와 강과 성을 흔든다  |
| 座中有老沙場客           | 좌중에는 모래벌에서 늙어버린 객이 있어        |
| 横笛休吹塞上声           | 횡적으로 불어내던 변경 요새의 소리를 거두었다 |

장교의 대표적 작품으로는 변방 장수의 연회 장면을 읊은 7언 절구의 당시 『연변장』(宴邊將)이 있다.